# Heather Fuhr
Heather Fuhr (* 19. Januar 1968 in Edmonton, Alberta) ist eine ehemalige kanadische Duathletin und Triathletin. Sie ist vielfache Ironman-Siegerin und Siegerin des Ironman Hawaii (Ironman World Championships, 1997).

## Werdegang
In ihrer Jugendzeit an der Highschool war sie als Läuferin aktiv und lernte ihren späteren Ehemann Roch Frey kennen – ein Schwimmer, der 1983 seinen ersten Triathlon bestritt. 1988 startete Heather Fuhr in Calgary bei ihrem ersten Triathlon-Event.

### Siegerin Ironman Hawaii 1997
Heather Fuhr konnte in ihrer sportlichen Karriere 15 Ironman-Siege auf der Langdistanz (3,86 km Schwimmen, 180,2 km Radfahren und 42,195 km Laufen) erringen und sie gewann 1997 den Ironman Hawaii.
2007 beendete sie ihre Karriere als Triathlon-Profi. Im Jahr 2009 wurde Heather Fuhr Dritte im Crosslauf auf der Halbmarathon-Distanz bei der Weltmeisterschaft „Xterra Trail Run“.
Heute ist sie für die World Triathlon Corporation (WTC) tätig.

## Auszeichnungen
- 2015 wurde Heather Fuhr von der WTC in die Ironman Hall of Fame berufen.[4]

## Sportliche Erfolge
| Datum/Jahr    | Rang | Wettbewerb                      | Austragungsort   | Zeit     | Bemerkung |
| ------------- | ---- | ------------------------------- | ---------------- | -------- | --- |
| 16. Sep. 2006 | 1    | Superfrog Triathlon             | Coronado         | 04:31:37 | 1,9 km Schwimmen, 87 km Radfahren und 21,1 km Laufen                                                            |
| 25. Juni 2006 | 3    | Ironman 70.3 Buffalo Springs    | Lubbock          |          | |
| 1. Mai 2005   | 2    | Wildflower Triathlon            | Lake San Antonio |          | |
| 2005          | 2    | Ironman 70.3 Hawaii             | Hawaii           | 04:34:10 | Mit der drittschnellsten Zeit des Tages lief sie schon gleich nach den beiden schnellsten Männern ins Ziel ein. |
| 2004          | 3    | Ironman 70.3 Florida            | Orlando          | 04:27:41 | |
| 3. Apr. 2004  | 2    | Ralph′s California Half-Ironman | Oceanside        | 04:37:40 | hinter Michellie Jones                                                                                          |
| 5. Apr. 2003  | 1    | Ralph′s California Half-Ironman | Oceanside        | 04:39:29 | [ 6 ] |
| 19. Mai 2002  | 2    | Ralph′s California Half-Ironman | Oceanside        | 04:22:14 | Zweite hinter Katja Schumacher                                                                                  |
| 1999          | 1    | Wildflower Triathlon            | Lake San Antonio |          | |
| 1998          | 1    | Wildflower Triathlon            | Lake San Antonio |          | |

| Datum/Jahr    | Rang | Wettbewerb                    | Austragungsort | Zeit       | Bemerkung                                            |
| ------------- | ---- | ----------------------------- | -------------- | ---------- | ---------------------------------------------------- |
| 26. Aug. 2007 | 3    | Ironman Canada                | Penticton      | 09:49:36   | [ 8 ]                                                |
| 28. Mai 2006  | 1    | Ironman Japan                 | Gotō-Inseln    | 09:47:17   |                                                      |
| 15. Okt. 2005 | 27   | Ironman Hawaii                | Hawaii         | 10:03:06   |                                                      |
| 24. Juli 2005 | 1    | Ironman USA                   | Lake Placid    | 09:45:06   |                                                      |
| 17. Okt. 2004 | 2    | Ironman Hawaii                | Hawaii         | 09:56:19   | zweiter Rang hinter der Schweizerin Natascha Badmann |
| 25. Juli 2004 | 2    | Ironman USA                   | Lake Placid    | 09:38:39   |                                                      |
| 27. Juli 2003 | 1    | Ironman USA                   | Lake Placid    | 09:51:55   |                                                      |
| 28. Juli 2002 | 1    | Ironman USA                   | Lake Placid    | 09:43:02   | [ 9 ]                                                |
| 7. Apr. 2002  | 2    | Ironman Australia             | Forster        | 09:29:29   |                                                      |
| 6. Okt. 2001  | 9    | Ironman Hawaii                | Hawaii         | 10:00:58   |                                                      |
| 29. Juli 2001 | 1    | Ironman USA                   | Lake Placid    | 09:31:11   |                                                      |
| 20. Mai 2000  | 1    | Ironman California            | Pendleton      | 09:59:24   |                                                      |
| 9. Juli 2000  | 1    | Ironman Europe                | Roth           | 09:32:08   |                                                      |
| 29. Mai 1999  | 1    | Ironman Brasil                | Porto Seguro   |            |                                                      |
| 15. Aug. 1999 | 1    | Ironman USA                   | Lake Placid    | 09:51:38   |                                                      |
| 3. Okt. 1998  | 5    | Ironman Hawaii                | Hawaii         | 09:42:55   |                                                      |
| 2. Aug. 1998  | 1    | Ironman Switzerland           | Zürich         |            |                                                      |
| 30. Mai 1998  | 1    | Ironman Brasil                | Porto Seguro   |            |                                                      |
| 18. Okt. 1997 | 1    | Ironman Hawaii                | Hawaii         | 09:31:43   | Siegerin der Ironman World Championship              |
| 3. Aug. 1997  | 3    | Ironman Switzerland           | Zürich         | 10:01:53,4 |                                                      |
| 29. Juni 1997 | 1    | Japan Long Distance Triathlon | Lake Biwa      |            |                                                      |
| 30. Juni 1996 | 1    | Japan Long Distance Triathlon | Lake Biwa      |            |                                                      |
| 24. Juni 1995 | 1    | Japan Long Distance Triathlon | Lake Biwa      |            |                                                      |
| 30. Okt. 1993 | 6    | Ironman Hawaii                | Hawaii         | 09:31:46   |                                                      |
| 24. März 1992 | 10   | Ironman New Zealand           | Auckland       | 10:53:13   |                                                      |

| Datum/Jahr    | Rang | Wettbewerb       | Austragungsort       | Zeit     | Bemerkung                                 |
| ------------- | ---- | ---------------- | -------------------- | -------- | ----------------------------------------- |
| 28. März 1998 | 1    | Powerman Alabama | Birmingham (Alabama) | 02:58:40 | erfolgreiche Titelverteidigung in Alabama |
| 29. März 1997 | 1    | Powerman Alabama | Birmingham           | 02:57:15 |                                           |

| Datum/Jahr | Rang | Wettbewerb              | Austragungsort | Zeit     | Bemerkung    |
| ---------- | ---- | ----------------------- | -------------- | -------- | ------------ |
| 2009       | 3    | Xterra Trail Run Worlds |                | 01:38:01 | Halbmarathon |